# Marineakademie und -schule (Kiel)

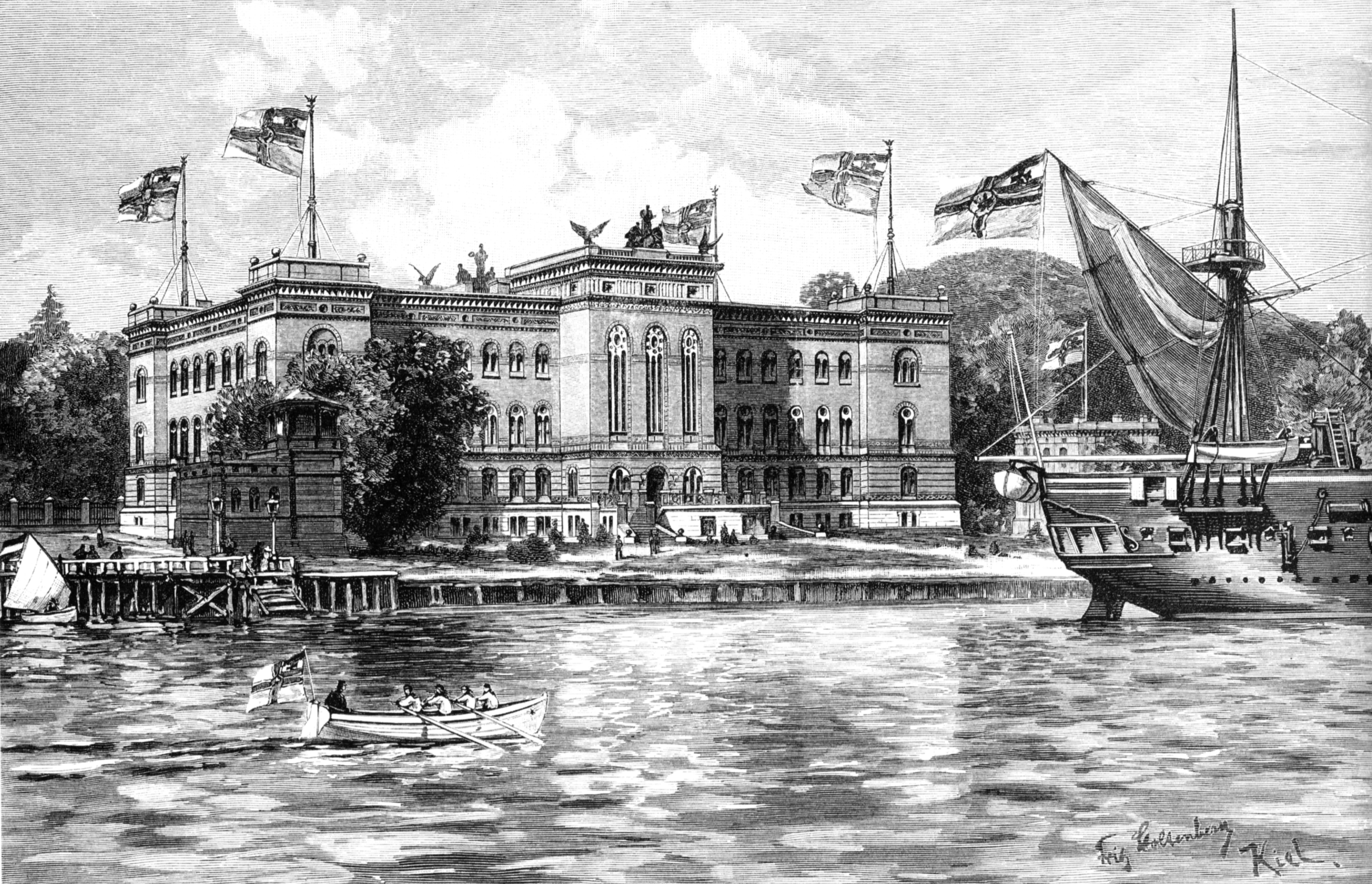
Zeichnung der Akademie von 1888

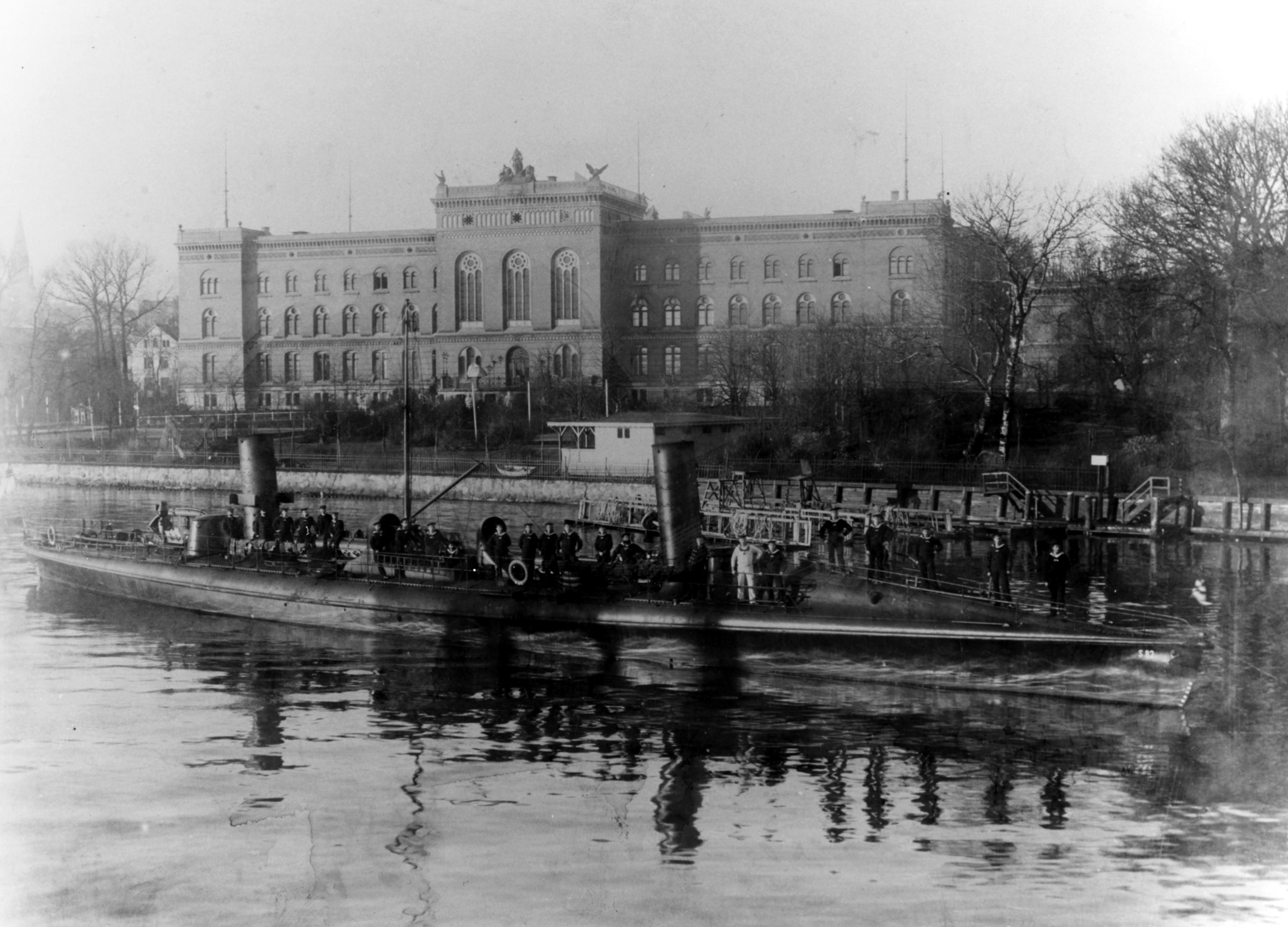
Marineakademie Kiel 1897, im Vordergrund Torpedoboot SMS S 82

Die Marineakademie und -schule Kiel wurde 1866 als Marineschule in Kiel eingerichtet und diente bis 1910 der Aus- und Weiterbildung von Offizieren der Kaiserlichen Marine.

## Vorgeschichte
Die Marineschule und -akademie hatte Vorläufer in Stettin, Danzig und Berlin. Dort war das Seekadetteninstitut im Meyerbeerschen Palais neben dem Brandenburger Tor (1855) und in der Matthäikirchstraße (1857) untergebracht. Die Lage im Binnenland erwies sich als nachteilig, sodass schon Anfang der 1860er Jahre die Rückverlegung nach Danzig und eine Neueinrichtung in Kiel erwogen wurden.

## Kiel
Nach dem Deutsch-Dänischen Krieg fiel die Entscheidung zugunsten von Kiel. Für 104.000 Taler kaufte dort die Krone Preußen 1865, zwei Jahre vor der Vereinigung der Herzogtümer Schleswig und Holstein, an der Kieler Förde das Grundstück der Düsternbrooker Badeanstalt, das Baugrundstück der späteren Marineakademie. Offiziösen Zeitungsmeldungen zufolge sollten auf dem Gelände das preußische Marine-Oberkommando, die Marinestation der Ostsee sowie eine Marine-Akademie eingerichtet werden; als aber der zunächst geplante Ankauf des Hotel Düsternbrook gegenüber der Badeanstalt nicht realisiert werden konnte, nutzte man das Gelände bis zur Neubebauung in den 1880er Jahren als Marinedepot.

### Muhliusstraße

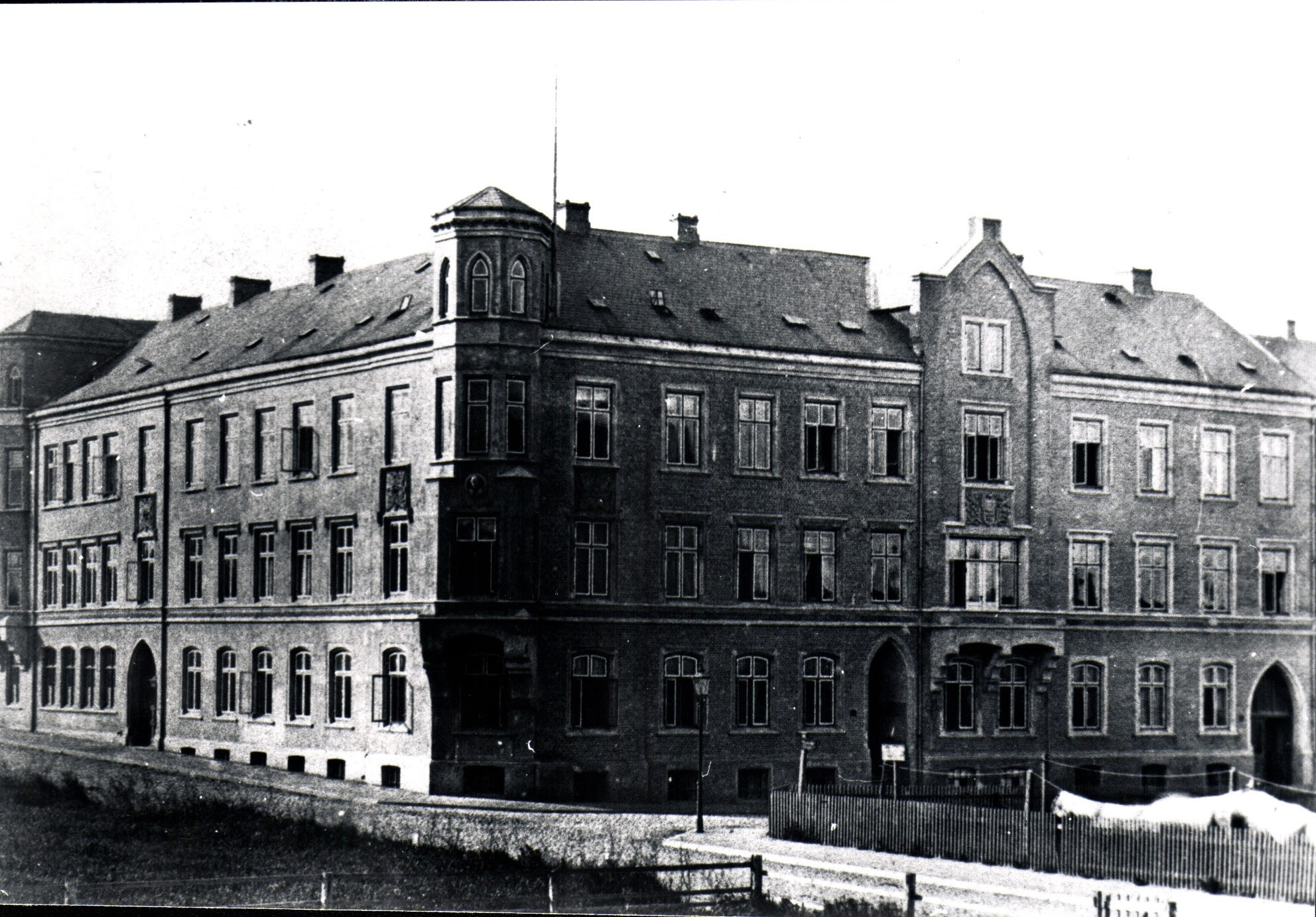
Marineschule in der Kieler Muliusstraße (1866–1888)

In Kiel befand sich bereits seit dem Frühjahr 1865 die Marinestation Ostsee, die unter anderem Gebäude in der weitgehend unbebauten Muhliusstraße nutzte. Da sich die geplante Nutzung des Düsternbrooker Geländes aus zeitlichen und räumlichen Gründen nicht sofort umsetzen ließ, erweiterte die Preußische Marineverwaltung das Areal der Marinestation durch Grundstücksankauf und Gebäudeanmietung. Als in Berlin 1866 der letzte Seekadett sein Examen bestanden hatte, wurde das Seekadetteninstitut aufgelöst, nach Kiel verlegt und im Gebäudekomplex Muhliusstraße Ecke Waisenhofstraße untergebracht. Allfällige Umbauten des als „düster“ beschriebenen Gebäudes und der Deutsche Krieg verzögerten den Einzug. Der Unterricht konnte erst Anfang November 1866 aufgenommen werden.
Erster Direktor der Schule wurde Karl Ferdinand Batsch, damals Korvettenkapitän und Kommandant des Schulschiffs Niobe, der aber bereits Ende März 1867 durch den Seebataillon-Major à la suite Christian Amynt Liebe, einem langjährigen Marinekadetten-Lehrer, ersetzt wurde. Liebe leitete die Marineschule und später auch in Personalunion die Marineakademie bis 1881, zuletzt als Generalmajor. Die Gründung einer Marine-Akademie war nach Schaffung der Kaiserlichen Marine 1871 und der Kaiserlichen Admiralität 1872 im März 1872 beschlossen worden. Sie wurde ebenfalls in den Gebäuden in der Muhliusstraße untergebracht.
Die Kieler Marineschule war für 40 Seekadetten ausgelegt, hatte aber schon nach vier Jahren 45 Seekadetten und 12 Unterleutnants, sodass die überstürzt eingerichteten Räumlichkeiten von Anfang an den Ansprüchen nicht genügten. Die Unterbringungsfrage verschärfte sich, als die Schule 1873 zur Marine-Akademie und -Schule erweitert wurde. Deshalb wurde bereits ab den späten 1860er-Jahren über eine räumliche Verlegung der Einrichtungen nachgedacht, die in den 1880er-Jahren schließlich realisiert wurde.

#### Aufgabe der Marineschule
Der Unterricht an der Marineschule deckte den Hauptteil der theoretischen Ausbildung der Marine-Offiziersanwärter (Seekadetten) ab und endete mit dem See-Offizier-Examen, dessen Bestehen eine Voraussetzung zur Beförderung zum Unterlieutenant zur See mit Patent war. Die Aufnahmeprüfung für diesen Ausbildungsgang galt als so schwierig, dass es in unmittelbarer Nähe der Schule das offiziell empfohlene private Vorbereitungsinstitut Dr. Schlichting gab, das die Bewerber für das Eintrittsexamen schulte. Bis zum Ersten Weltkrieg wurden Ausbildungsstruktur und -inhalte mehrfach verändert (1864, 1885, 1893, 1899) und dabei insbesondere die Ausbildungsdauer, die erheblich über der der Preußischen Armee lag, verkürzt. Dabei sank die Dauer von zunächst 4½ Jahren, darin 18 Monate Marineschule, auf zuletzt 3½ Jahre mit 12 Monaten Marineschule. Vom April 1867 bis April 1914 wurden insgesamt 5.009 Marinekadetten aufgenommen.

#### Aufgaben der Marineakademie

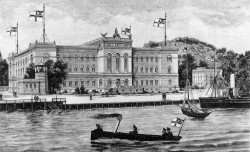
Marineakademie Kiel (1888–1910)

Die neue Marineakademie sollte, so die Dienstvorschrift vom 28. Mai 1900, „die Seeoffiziere durch weitere wissenschaftliche Fortbildung in den Stand setzen, sich für die höheren Stellen der Marine besonders geeignet zu machen“. Als Vorbild diente die Preußische Kriegsakademie, die die Generalstabsoffiziere der Preußischen Armee ausbildete. Der Lehrplan umfasste marinespezifische Fächer wie z. B. Seekriegsgeschichte und allgemeinbildende Fächer. Zudem musste jeder Lehrgangsteilnehmer die Vorlesungen für zwei moderne Fremdsprachen besuchen. Die Ausbildung dauerte zu Beginn drei Jahre und wurde 1883 auf zwei Jahre verkürzt. In dieser Ausbildung wurden 8–9 Unterrichtseinheiten (von 1½ Stunden Länge) verbindliche Lehrfächer unterrichtet sowie zwischen 13 und 22 Wochenstunden in Wahlfächern angeboten. 1904 bestand der Lehrkörper aus insgesamt 24 Voll- und Teilzeitdozenten. Für das Unterrichtsjahr 1903/04 verfügte die Marineakademie zusammen mit der Marineschule über einen Etat von 183.055 Reichsmark.

### Neubau an der Kieler Förde

Aula der Marineakademie (1904)

Erst 1878 begannen die Vorarbeiten für einen Neubau auf dem Gelände der ehemaligen Badeanstalt in Düsternbrook, der 1883 begann. Im Dreikaiserjahr, am 8. Oktober 1888, wurde die neue Marineakademie und Marineschule in der Aula des neuen Gebäudes an der Kieler Förde feierlich eröffnet. Als Stationschef übernahm Vizeadmiral Louis von Blanc den Bau und übergab ihn dem Direktor des Bildungswesens, Kapitän zur See Schering. Die Kaiserliche Marine war mit dem Seeoffizierkorps und Konteradmiral Paul von Reibnitz vertreten. Zugegen waren auch die Spitzen der Zivilbehörden sowie der Kurator, der Rektor und die Professoren der Christian-Albrechts-Universität. In das Gebäude der Marineschule in der Muhliusstraße zog im Herbst 1887 die Deckoffizierschule. Als Ingenieur- und Deckoffizierschule übersiedelte sie 1901 nach Wilhelmshaven und 1913 nach Kiel-Wik. Das Areal zwischen Arkona- und Herthastraße wird noch heute von der Deutschen Marine genutzt.
Marineschule und Marineakademie bestanden bis 1910 nebeneinander, blieben aber unter einem Dach und einem Direktor. Die Marineakademie war der Marineinspektion des Bildungswesens unterstellt. Das Gebäude enthielt damals die Unterkünfte für die Seeoffiziere, darüber hinaus Modellsammlungen und eine Bibliothek von etwa 40.000 Bänden.
Die Formen der romanischen und gotischen Backsteinarchitektur und die Elemente der Frührenaissance im Inneren gingen auf eine Anregung des Chefs der Kaiserlichen Admiralität, Generalleutnant von Stosch, zurück.

### Lehrer
- Hermann Backhaus (1817–1901), Professor für Nationalökonomie
- Karl Brandt (1854–1931), Zoologe und Meeresforscher
- Carl Busley (1850–1928), Schiffsmaschinenbauingenieur
- Hugo von Cotzhausen (1863–1947), Marineoffizier
- Bernhard Fischer (1852–1915), Mediziner und Meeresmikrobiologe
- Georg Franzius (1842–1914), Wasserbauer
- Karl Galster (1851–1931), von 1890 bis 1893 Lehrer für Artillerie an der Marineakademie
- Hermann Gutschow (1843–1903), Chef des Marinesanitätsdienstes
- Bernhard Harms (1876–1939), Wirtschaftswissenschaftler
- Otto Krümmel (1854–1912), Geograph
- Moritz Liepmann (1869–1928), Rechtswissenschaftler
- Curt von Maltzahn (1849–1930), seit 1895 Lehrer für Seetaktik und Seekriegsgeschichte, später Direktor der Marineakademie der Marineschule Kiel
- Karl August Möbius (1825–1908), Zoologe
- August Müller (1867–1922), Marinebaurat
- Theodor Niemeyer (1857–1939), Rechtswissenschaftler
- Ferdinand Perels (1836–1903), Seerechtler
- Leo August Pochhammer (1841–1920), Mathematiker
- Eduard von Pustau (1860–1940), Marineoffizier
- Johannes Rudloff (1848–1934), Schiffbauingenieur
- Hermann Scheit (1860–1916), Maschinenbautechniker
- Heinrich Schröder (1863–1937), Sprachwissenschaftler
- Alfred Stenzel (1832–1906), Marineoffizier
- Gustav Ferdinand Thaulow (1817–1883), Philosoph
- Heinrich Triepel (1868–1946), Rechtswissenschaftler
- Albert Stimming (1846–1922), Romanist
- Georg Daniel Eduard Weyer (1818–1896), Mathematiker und Astronom
- Wilhelm von Wickede (1830–1895), Marineoffizier

## Verlegung an die Flensburger Förde
1910 wurde die Schule nach Flensburg verlegt, da die Marineschule in Kiel den Aufrüstungsbedürfnissen der Marine nicht mehr genügte. Zudem gab es offenbar noch weitere Gründe:

„Der heutige schleswig-holsteinische Landtag war die ursprüngliche Heimstatt der Marineoffizierausbildung und hatte jahrzehntelang den kaiserlichen Marinenachwuchs geprägt. Kiel entwickelte sich aber mehr und mehr zu einer von der Sozialdemokratie durchsetzten Metropole des Reiches. Die Marineführung – und auch der Kaiser – befürchtete Unrat und ordnete den Neubau einer Marineschule in einer von derartigen Einflüssen freien Umgebung an. Flensburg bot ein freies Landstück an der Förde in dem fast völlig unbesiedelten heutigen Mürwik an – die Marine kaufte noch zwei Hektar hinzu.“

## Landtagsgebäude
Das Gebäude in Düsternbrook diente nach dem Ersten Weltkrieg als Dienstgebäude der Marinestation Ostsee. Nach dem Zweiten Weltkrieg kam es in den Besitz des Landes Schleswig-Holstein. Es ist heute das Landeshaus Kiel und dient als Parlamentsgebäude des Schleswig-Holsteinischen Landtages.